# Лора Бейлі
Лора Бейлі (англ. Laura Bailey, нар. 28 травня 1981) — американська акторка озвучення, співачка та телепродюсерка, яка надає голоси для англомовних версій аніме, мультфільмів та відеоігор. Дебютувала в аніме як молодша версія Транкс в дубляжі від Funimation для Dragon Ball Z. Озвучила Тогру Гонду в Fruits Basket, Люст у Fullmetal Alchemist та Fullmetal Alchemist: Brotherhood.

## Кар'єра
У відеоіграх Лора Бейлі озвучує Джайну Праудмур в World of Warcraft, Рейну в франшизі BloodRayne, Чун-Лі в серії Street Fighter, Райс Куджікаву в Persona 4, Блейз зе Кет в серії Sonic The Hedgehog, Люсі в Fire Emblem Awakening, Серу Феррон у Final Fantasy XIII, Серану в The Elder Scrolls V: Skyrim — Dawnguard, Olympia Vale в Halo 5: Guardians, Абіґейл "Фетч" Вокер в Infamous Second Son і Infamous First Light, Фіону в Tales from the Borderlands, Надін Росс в Uncharted 4: A Thief's End і Uncharted: The Lost Legacy, а також Кейт Діас в Gears of War 4 і Gears 5.
Лора Бейлі озвучила Жінку-кішку в Batman: The Telltale Series, Супердівчину в Injustice 2, Мері Джейн Вотсон у мультсеріалі Spider-Man та Чорну вдову в багатьох шоу та відеоіграх від Marvel.

## Особисте життя
Бейлі та голос/режисер аніме Колін Кінкенбірд були колись сусідами по кімнаті під час роботи в повсякденні. 
У 2007 році Бейлі переїхала в Лос-Анджелес. 25 вересня 2011 одружилася з актором Тревісом Віллінгемом. У 2018 народила сина Роніна. Вони живуть в Лос-Анджелесі.

## Вибрана фільмографія

### Аніме
| Рік       |    | Українська назва                   | Оригінальна назва                                                           | Роль                           |
| --------- | -- | ---------------------------------- | --------------------------------------------------------------------------- | ------------------------------ |
| 1999—2003 | а  | Dragon Ball Z                      | яп. ドラゴンボールZ англ. Dragon Ball Z                                     | Транкс, Готенкс, Денде та інші |
| 2001—2006 | а  | Детектив світу духів               | яп. 幽☆遊☆白書 англ. Yu Yu Hakusho                                          | Кейко Юкімура                  |
| 2002—2003 | а  | Кошик фруктів                      | яп. フルーツバスケット англ. Fruits Basket                                  | Тору Хонда                     |
| 2004—2010 | а  | Детектив Конан                     | яп. 名探偵コナン англ. Case Closed                                          | Серена Себастьян               |
| 2004—2006 | а  | Сталевий алхімік                   | яп. 鋼の錬金術師 англ. Fullmetal Alchemist                                  | Хіть                           |
| 2005      | а  | Школа вбивць                       | яп. ガンスリンガー·ガール англ. Gunslinger Girl                             | Генрієтта                      |
| 2006      | па | Сріброволосий Агіто                | яп. 銀色の髪のアギト англ. Origin: Spirits of the Past                      | Мінка                          |
| 2006—2007 | а  | Василіск                           | яп. バジリスク〜甲賀忍法帖〜 англ. Basilisk                                 | Оборо                          |
| 2007—2009 | а  | Хроніка крил                       | яп. ツバサ-RESERVoir CHRoNiCLE англ. Tsubasa: Reservoir Chronicle           | Сін Хуо, Прімера               |
| 2007      | а  | Бек                                | яп. ベック англ. Beck: Mongolian Chop Squad                                 | Хіромі Масуока                 |
| 2007—2008 | а  | Ван Піс                            | яп. ワンピース англ. One Piece                                              | Коніс, та інші                 |
| 2008      | а  | Шкільний переполох                 | яп. スクールランブル англ. School Rumble                                    | Цумугі Юкі                     |
| 2008—2009 | а  | Наруто                             | яп. ナルト англ. Naruto                                                     | Анко Мітараші, Токі, інші      |
| 2008      | а  | Клеймор                            | яп. クレイモア англ. Claymore                                               | Джин                           |
| 2008—2011 | а  | Крейон Сінтян                      | яп. クレヨンしんちゃん англ. Crayon Shin-Chan                               | Сінносуке «Сін» Нохара         |
| 2008—2009 | а  | Код Гіас                           | яп. コードギアス 反逆のルルーシュ англ. Code Geass                          | Наґіса Чіба, Ракшата Чавла     |
| 2008—2014 | а  | Хеллсінг                           | яп. ヘルシング англ. Hellsing                                               | Шредінгер                      |
| 2008      | а  | Клуб побачень старшої школи «Оран» | яп. 桜蘭高校ホスト部 англ. Ouran High School Host Club                      | Канако Касуґазакі              |
| 2008—2009 | а  | Темніше за чорне                   | яп. －黒の契約者－ англ. Darker than Black                                  | Ембер                          |
| 2009      | а  | Монстр                             | яп. モンスター англ. Monster                                                | Дітер                          |
| 2010      | а  | Лицар-вампір                       | яп. ヴァンパイア騎士 англ. Vampire Knight                                   | Марія Куренай                  |
| 2010      | а  | Пожирач душ                        | яп. ソウルイーター англ. Soul Eater                                         | Мака Албарн                    |
| 2010—2011 | а  | Сталевий алхімік: Братерство       | яп. 鋼の錬金術師 FULLMETAL ALCHEMIST англ. Fullmetal Alchemist: Brotherhood | Хіть                           |
| 2011—2012 | а  | Кей-Он!                            | яп. けいおん！ англ. K-On!                                                  | Нодока Манабе                  |
| 2012—2013 | а  | Тигр та Кролик                     | яп. タイガー＆バニー англ. Tiger & Bunny                                    | Пао-Лінь Хван / Дитя Дракона   |
| 2012      | па | Mass Effect: Згуба Параґону        | яп. マスエフェクト～失われたパラゴン англ. Mass Effect: Paragon Lost        | Камілла                        |
| 2014      | па | Dragon Ball Z: Битва Богів         | яп. ドラゴンボールZ 神と神 англ. Dragon Ball Z: Battle of Gods              | Транкс, Готенкс                |

### Фільми та серіали
| Рік  |   | Українська назва          | Оригінальна назва    | Роль       |
| ---- | - | ------------------------- | -------------------- | ---------- |
| 2001 | с | Вокер, техаський рейнджер | Walker, Texas Ranger | Роберта    |
| 2007 | ф | Хто ви, містере Брукс?    | Mr. Brooks           | стюардеса  |
| 2007 | с | Школа виживання           | One Tree Hill        | дівчина №2 |
| 2023 | с | Останні з нас             | The Last of Us       | медсестра  |
| 2024 | с | Секретний рівень          | Secret Level         | Смоукс     |